# Gonomyia filicauda
Gonomyia filicauda là một loài ruồi trong họ Limoniidae. Chúng phân bố ở miền Tân bắc.